# Pompiers de l'urgence internationale
Vous pouvez aider à l'améliorer ou bien discuter des problèmes sur sa page de discussion.
- Son texte doit être wikifié : il ne correspond pas à la mise en forme Wikipédia (style, typographie, liens internes, liens entre les wikis, etc.). (Marqué depuis janvier 2022)
- Il a besoin d’être illustré. Des médias (images, animations, vidéos, sons) sous licence libre ou du domaine public sont les bienvenus pour l'améliorer.
Si vous êtes l’auteur d’un média que vous souhaitez partager, importez-le. Si vous n’êtes pas l’auteur, vous pouvez néanmoins faire une demande de libération d’image à son auteur. (Marqué depuis janvier 2022)
- Il est à actualiser. Certains passages sont obsolètes ou annoncent des événements désormais passés. (Marqué depuis janvier 2022)

Pompiers de l’urgence internationale (PUI) est une organisation de solidarité internationale (OSI) et une association agréée de sécurité civile (AASC). 

## Histoire
Pompiers de l’urgence internationale est fondé en 2004 par un groupe de pompiers souhaitant mettre leur expérience et leur savoir-faire opérationnels au service des populations en difficulté à la suite d'une catastrophe naturelle et/ou humanitaire.

## Organisation
PUI compte environ 130 membres, hommes et femmes, tous bénévoles à l’exception d’une salariée à temps partiel. Les membres appartiennent à 90% au corps des sapeurs-pompiers, professionnels et volontaires (50/50) avec différentes spécialités (sauvetage déblaiement, GRIMP[Quoi ?], cynotechnie, risques technologiques ...) ainsi que du personnel médical (médecins, infirmiers…), des logisticiens, des experts bâtimentaires, etc.
Le siège social de PUI se situe à Limoges mais l’association dispose de 3 antennes régionales (Centre-Est, Ouest et Sud), ses membres étant répartis sur toute la France. 

## Missions d'urgence 2004–2018
- 2018 Séisme en Indonésie : aide à la recherche et au sauvetage de victimes avec du matériel de localisation de pointe aux côtés de l'équipe Jakarta Rescue Team Indonesia ;
- 2017 Ouragan à Saint-Martin et Saint-Barthélémy, Guadeloupe[2] : soutien logistique, soins médicaux et production d'eau potable ;
- 2017 Cyclone à Madagascar : installation d'un camp de sinistrés[3] ;
- 2016 Séisme en Équateur : reconnaissance et évaluation des dégâts[4] ;
- 2016 Ouragan en Haïti : soins médicaux et secours à personnes[5] ;
- 2015 Séisme au Népal : recherches cynotechniques de victimes ensevelies[6] ;
- 2014 Inondations en Bosnie : production et distribution d’eau potable à Srebrenik[7] ;
- 2013 Typhon à Guiuan, Philippines : mise en place de postes médicaux avancés mobiles (prise en charge des blessés, soins et évacuation) et production et distribution de 40m3/j d’eau potable à la population[8] ;
- 2013 Cyclone à Madagascar : mise en place d’un poste médical avancé à Tulear avec prise en charge des blessés et évaluation des dégâts ;
- 2012 Cyclone à Madagascar : soutien médical à l’hôpital de Brickaville dans le cadre de 2 missions de secours ;
- 2012 Explosion d'un dépôt d'armes à Brazzaville, Congo : évaluation des dégâts bâtimentaires ;
- 2010 Séisme en Haïti : sauvetage de deux enfants ensevelis sortis vivants des décombres dans le cadre de 4 missions de secours à Port-au-Prince et Jacmel ;
- 2009 Séisme à Sumatra, Indonésie : secours à personnes ;
- 2009 Inondations au Burkina Faso : soutien logistique ;
- 2009 Séisme à l'Aquila, Italie : recherches de victimes ensevelies et secours à personnes[9] ;